# Anne Hudson
Pour les articles homonymes, voir Hudson.
Anne Mary Hudson (28 août 1938 - 8 décembre 2021) est une médiéviste, spécialiste d'histoire littéraire et universitaire britannique. Elle est fellow de Lady Margaret Hall de 1963 à 2003, et professeure d'anglais médiéval à l'université d'Oxford de 1989 à 2003.

## Biographie
Anne Hudson naît en 1938. Elle est élève à la Dartford Grammar School for Girls, un lycée public pour filles à Dartford, dans le Kent. Elle fait des études de langue et littérature anglaises de 1957 à 1960 au St Hugh's College d'Oxford, où elle obtient son diplôme,. Elle entreprend des recherches de troisième cycle à Oxford sur la chronique anglaise de Robert de Gloucester et soutient en 1964 sa thèse de doctorat (DPhil).
Hudson est maître de conférences en anglais médiéval à Lady Margaret Hall à Oxford, de 1961 à 1963. En 1963, elle est élue fellow du collège et nommée tutrice en anglais. Elle a également occupé des postes à la faculté de langue et littérature anglaises de l'université d'Oxford, comme chargée de cours au CUF de 1963 à 1983. Elle bénéficie d'un poste de lectrice en humanité de la British Academy de 1983 à 1986, puis elle est nommée maître de conférences en anglais médiéval de 1986 à 1989, et promue professeure d'anglais médiéval en 1989. Elle prend sa retraite académique en 2003,.
Anne Hudson s'intéresse également à John Wyclif et à ses écrits, ainsi qu'aux Lollards,.
Elle est secrétaire exécutive de la Early English Text Society de 1969 à 1982. Elle est membre du conseil de l'association depuis 1982 et directrice de 2006 à 2013.
Hudson meurt le 8 décembre 2021, à l'âge de 83 ans.

## Honneurs et distinctions
- 1976 : membre de la Royal Historical Society (FRHistS)[1],[6]
- 1985 et 1991 : prix Sir Israel Gollancz de la British Academy[7]
- 1988 : membre de la British Academy (FBA)[1],[8]
- Un recueil de mélanges en son honneur est publié en 2005 : Text and Controversy from Wyclif to Bale : Essays in Honor of Anne Hudson, édité par Helen Barr et Ann M. Hutchison[9]
- La bourse d'études Anne Hudson est destinée à un doctorant en moyen anglais du Lady Margaret Hall[10]

## Œuvres choisies
- (en) Selections from English Wycliffite Writings, 1978[11].
- (éd.) English Wycliffite Sermons, Oxford, Clarendon Press, coll. « Some Oxford English Texts », 1983[12]
- Lollards and their Books, London, Bloomsbury Academic, 1985; rééd. 2003 (ISBN 978-0-907628-60-6)
- Anne Hudson, Michael Wilks (éd.), From Ockham to Wyclif, Oxford/New York, Basil Blackwell, 1987, coll. « Studies in Church History » Subsidia n°5[13]
- The Premature Reformation: Wycliffite Texts and Lollard History, Oxford, Clarendon Press, 1988 (ISBN 978-0-19-822762-5)
- Anne Hudson, Two Wycliffite Texts: The Sermon of William Taylor 1406, the Testimony of William Thorpe 1407, Oxford, Early English Text Society, 1993 (ISBN 978-0-19-722303-1)
- Peter Biller (en) et Anne Hudson, Heresy and Literacy, 1000-1530, Cambridge, Cambridge University Press, 1996 (ISBN 978-0-521-57576-8)[14]
- Studies in the Transmission of Wyclif's Writings, Farnham, Ashgate, 2008 (ISBN 978-0-7546-5964-8)
- Doctors in English: A Study of the Wycliffite Gospel Commentaries, Liverpool, Liverpool University Press, 2015 (ISBN 978-1-78138-131-1)